# Jüdische Exilschulen am Gardasee
Die Jüdischen Exilschulen am Gardasee gehören zu den Schulen im Exil, die nach 1933 von Lehrern und Erziehern gegründet wurden, die Deutschland aus politischen Gründen oder aufgrund ihrer jüdischen Abstammung verlassen mussten. Unterrichtet und betreut wurden überwiegend jüdische Kinder, meist mit dem Ziel, sie auf eine Emigration in einem außereuropäischen Land vorzubereiten.

## Die Schulen am Gardasee
Im Vergleich zu den übrigen Schulen im Exil in Italien – Landschulheim Florenz, Schule am Mittelmeer und Alpines Schulheim am Vigiljoch – ist der Forschungsstand zu den Exilschulen am Gardasee nach wie vor dürftig. Es gibt nur wenige verstreute Hinweise auf sie, und selbst über die dort tätigen Pädagoginnen und Pädagogen ist nur wenig bekannt. Ebenso fehlen Hinweise auf die Schülerinnen und Schüler, die diese Einrichtungen besuchten. Die wenigen Publikationen, die die Schulen erwähnen, lassen zudem die Frage offen, um wie viele Einrichtungen es sich gehandelt haben soll. In einer Neubearbeitung eines Aufsatzes von Hildegard Feidel-Mertz erwähnt Hermann Schnorbach 2012 „zwei bzw. evtl. drei weitere kleinere, ‚familienähnliche‘ Landschulheime am Gardasee: die Casa Vita Nuova, Jüdisches Heim der Erziehung in Maderno unter der Leitung von Kurt Wronke sowie die ‚Töchterschule am Gardasee‘ und das ‚Landschulheim am Gardasee‘, geleitet von Dr. Ilse Jacobi, die möglicherweise einander abgelöst haben und deren Existenz bisher nur durch einen Kurzbericht und Anzeigen in Tageszeitungen belegt ist.“ Tatsächlich spricht einiges dafür, dass die beiden zuletzt genannten Einrichtungen auseinander hervorgegangen sind und beide von Alice Jacobi – nicht Ilse Jacobi, wie Schnorbach schreibt – gegründet und geleitet wurden.

## Casa Vita Nuova in Toscolano Maderno
Der Historiker Klaus Voigt erwähnt die Casa Vita Nuova, Jüdisches Heim der Erziehung zwar, geht aber auf keine Details ein, und auch bei Feidel-Mertz sind die Hinweise auf diese Schulen eher dürftig. In ihrem Buch „Pädagogik im Exil nach 1933“ erfährt man lediglich, dass die Casa Vita Nuova von dem ehemaligen Berliner Studienassessor Kurt Wronke gegründet worden sei, der früher schon den Wunsch gehegt habe, „jüdische Kinder in einer jüdischen Schule zu erziehen“. Seine Vision wird dann ohne zeitliche Zuordnung wie folgt zitiert: „Damals schien das Utopie zu sein. Heute ist es Wirklichkeit geworden. Wir sind auch heute nichts anderes als eine Schule, eine Schule für Mädchen. Wir lernen Sprachen. Wir treiben alles, was zur Allgemeinbildung eines jungen Menschen gehört. Wir lassen die Mädchen im Haus arbeiten. Wir treiben mit ihnen Sport. Wir halten auch Prüfungen ab. Trotzdem ist bei uns alles anders, als es früher in der Schule war. Wir bilden so etwas wie eine Schicksalsgemeinschaft. Wenn ich Ihnen in zwei Worten meine Aufgabe umschreiben soll, wie ich sie verstehe, dann ist es jüdischer Ernst und Lebensfreude, die ich in den jungen Menschen, die zu uns kommen, schaffen will, abgesehen von allem Wissen, abgesehen von der Erziehung zum praktischen Leben, die ich keineswegs unterschätze.“
Etwas informativer wird es auf einer Webseite über die Geschichte der Gemeinde Toscolano Maderno, auf der es einen Beitrag über „Il collegio per ragazze ebree all'Hotel Milano“ gibt, die Schule für jüdische Mädchen im Hotel Milano. Die Schule war in einem Gebäude untergebracht, in dem sich heute das Hotel Milano befindet. Auf dessen Webseite ist nachzulesen, dass das Gebäude um 1926 errichtet worden sei und darin nach etwa 10 Jahren eine Schule für jüdische Mädchen eingerichtet wurde, bevor es dann später die Republik von Salo beschlagnahmte, um darin Beamte verschiedener Ministerien unterzubringen.
Der Autor des Artikels über die Schule für jüdische Mädchen im Hotel Milano spricht allgemeiner von den „dreißiger Jahren“ und verweist darauf, dass das Gebäude während seiner Nutzung als Schule Heimat vieler junger jüdischer Mädchen gewesen sei, die aus wohlhabenden deutschen Familien gestammt hätten. Leiter der Einrichtung wären zwei Herren gewesen, die er nur mit ihren Vornamen, Hans und Hubert, vorstellt. Die beiden hätten ihren Gästen ein „stilvolles Ambiente“ („trattamento signorile“) geboten, Musikunterricht und Tanz organisiert, und Nähen und andere Aktivitäten durch Mitarbeiter aus der lokalen Bevölkerung lehren lassen. Häufig seien Tanzveranstaltungen oder Konzerte mit klassischer Musik durchgeführt worden.
Über diese Personen Hans und Hubert werden keine weiteren Aussagen getroffen, und dass sie hier als Leiter der Einrichtung vorgestellt werden, ist insofern überraschend, als auf der Webseite auch eine Anzeige aus der Jüdischen Rundschau wiedergegeben wird, die klar besagt, dass die Pädagogische Leitung bei Kurt Wronke, „Stud.-Assess. a. D.“, gelegen habe. Über die Schule selbst heißt es in dieser Anzeige aus dem Jahre 1935: „VITA NUOVA Jüdisch. Haus der Erziehung Maderno – Gardasee – Italien nimmt Mädchen, auch Haushaltsschülerinnen im Alter von 10-17 Jahren auf. Beste Schul- und Persönlichkeitsbildung.“ Als Kontaktadresse wird auf „Frau R.-A. Fuß, Berlin W15, Uhlandstr. 39“, womit Gerda Fuß gemeint war, die Frau des Rechtsanwalt Max Fuß. An deren Schicksal während der Nazi-Zeit und an ihre Deportation nach Auschwitz erinnern Stolpersteine für Gertrud und Max Fuß.
Von wann bis wann die Schule tatsächlich existierte, ist nicht bekannt. Der Autor der erwähnten Webseite über die Schule in Maderno verweist abschließend auf die schwierige Situation nach dem 3. September 1938, dem Tag des Erlasses der italienischen Rassengesetze, die seine Mutter, die in der Schule Nähen und Stricken unterrichtet habe, unmittelbar miterlebt habe. Die Mädchen mussten innerhalb von sechs Monaten Italien verlassen, konnten nicht nach Deutschland zurückkehren, weil dort die Situation für Juden noch bedrohlicher war, und seien in andere Teile der Welt geflohen, die Mehrheit habe sich für Palästina entschieden. Dieser Hinweis auf die Folgen der italienischen Rassengesetze steckt einen Zeitrahmen ab, der es nahelegt, dass auch Kurt Wronke nach einer außereuropäischen Zuflucht gesucht haben könnte. Zu der sich im Archiv des Leo Baeck Instituts befindenden Dokumentensammlung der Familie Nachtlicht gehören auch die „Documents from Hildegard Lewin, including a passenger list of the “Doppelschraubenschiff Orinoco” traveling from Hamburg to Habana, Veracruz and Tampico on May 27, 1939“. Diese Passagierliste weist in der „Liste der Reisenden der Ersten Klasse“ mit dem Abfahrtshafen Cherbourg und dem Ziel Havanna (Habana) folgende Personen aus: Herr Kurt Wronke, Frau Kurt Wronke, Micaela Wronke, Frau Sara Wronke, Herr Hans Wronke. Keiner von ihnen sollte mit der Orinoco je sein Fluchtziel Havanna erreichen:

„Auch die Orinoco, das Schwesterschiff der St. Louis, verließ am 27. Mai Hamburg mit 200 Passagieren in Richtung Kuba. Der Kapitän der Orinoco, der per Funk über die Schwierigkeiten in Havanna informiert wurde, lenkte das Schiff in die Gewässer vor Cherbourg, Frankreich, wo es tagelang blieb. Die kubanische Behandlung der Flüchtlinge der St. Louis und in geringerem Maße auch der der Flüchtlinge an Bord der Flandern und der Orduña hatte die internationale Aufmerksamkeit auf die Einwanderungsverfahren Kubas gelenkt. Dennoch waren weder die britische noch die französische Regierung bereit, die Orinoco-Flüchtlinge aufzunehmen. Die Regierung der Vereinigten Staaten intervenierte dann, aber halbherzig. Auch die US-Behörden nahmen die Flüchtlinge nicht auf, obwohl US-Diplomaten in London den deutschen Botschafter unter Druck setzten, Zusicherungen zu geben, dass die deutschen Behörden die Orinocoflüchtlinge nach ihrer Rückkehr ins Deutsche Reich nicht verfolgen würden. Mit dieser zweifelhaften Zusicherung kehrten die 200 Flüchtlinge im Juni 1939 nach Deutschland zurück. Ihr Schicksal bleibt unbekannt.“

Von den zuvor genannten Wronkes an Bord der Orinoco lässt sich nur für einen eine Aussage über sein Schicksal treffen: Hans Wronke, „geboren am 23. Juli 1911 in Berlin / – / Stadt Berlin, wohnhaft in Berlin, Emigration: Frankreich, Deportation: ab unbekannt 1943, Auschwitz, Konzentrations- und Vernichtungslager, Todesort: Auschwitz, Vernichtungslager.“ Ob Hans Wronke möglicherweise jener Hans war, der auf der oben erwähnten italienischen Webseite über die Casa Vita Nuova als einer der beiden Leiter benannt wurde, lässt sich nicht verifizieren.

## Alice Jacobis Schule in Gardone Riviera
Auch für diese Schule gibt es über die eingangs zitierten Erwähnungen bei Klaus Voigt und Hildegard Feidel-Mertz hinaus kaum weiterführendes Material. Einen direkten Hinweis auf ihre Existenz gibt es nur aufgrund einer Anzeige in der bereits zitierten Jüdischen Rundschau aus dem Jahre 1935, deren Text lautet: „ITALIEN Töchterheim am Gardasee. Unter verantwortungsbewußter, fachmännischer Leitung werden junge Mädchen in kleinem, kultivierten Kreis geistig und körperlich gefördert / Wunschgemäße Ausbildung in Sprachen (auch Neuhebräisch), Stenographie, Haushaltsführung, Schneiderei, Gartenbau, Handwerk und Sport / Viertel- und Halbjahreskurse. Frau A. Jacobi, Gardone-Riviera. Semesterbeginn 1. Mai.“ Zur Kontaktaufnahme wurde eine Zehlendorfer Telefonnummer angegeben. Wann Alice Jacobi vom Konzept Töchterheim abgerückt ist, lässt sich nicht sagen, aber Fotos aus ihrem Nachlass belegen, dass ihre Schule später als koedukative Einrichtung geführt wurde. Ob sie allerdings unter der Bezeichnung Landschulheim am Gardasee firmierte und in der Tradition der Landschulheime stand, muss offen bleiben, denn das in der Anzeige vorgestellte Kursangebot entspricht eher dem der damaligen jüdischen Haushaltungsschulen. Nachfolgend wird deshalb der neutralere Begriff Schule am Gardasee verwendet.

### Spurensuche: Fritz C. Neumann und die Schule am Gardasee
Konkrete Hinweise auf die Schule finden sich bislang ausschließlich in den Lebenserinnerungen (Memoirs of a contemporary) des Pädagogen Fritz C. Neumann. Dieser war aufgrund des Gesetzes zur Wiederherstellung des Berufsbeamtentums im April 1933 aus dem deutschen Schuldienst entlassen worden und emigrierte – unterbrochen von Reisen nach England und gelegentlichen Aufenthalten bei seiner Familie in Hamburg – sofort nach Frankreich. Anfang 1935 weilte er wieder einmal in Hamburg und arbeitete vorübergehend in einem Steuerberatungsbüro. Hier erreichte ihn ein Brief aus Italien. Ein ihm unbekannter Herr Löwenberg ließ ihn wissen, dass seine Schwester, Alice Jacobi aus Berlin, plane, in Gardone Riviera ein Internat für jüdische Kinder aus Deutschland zu eröffnen. Für eine Stelle dort sei er, Fritz C. Neumann, von dem inzwischen in der Schweiz lebenden Paul Geheeb vorgeschlagen worden.
Neumann lüftet die Identität des Herrn Löwenberg ebenso wenig wie die von Alice Jacobi und gibt auch keine Anhaltspunkte dazu, welche Beziehungen zu Paul Geheeb bestanden haben könnten (wodurch sich vielleicht der von Feidel-Mertz ins Spiel gebrachte Begriff Landschulheim am Gardasee hätte rechtfertigen lassen). Doch die Identitäten ließ sich klären: bei Alice Jacobi dem Herrn Löwenberg handelte es sich um die Geschwister Löwenberg.
Neumann vermittelt einige Eindrücke über die Schule, an der mitzuarbeiten er aufgefordert worden war. Allerdings, als er sein Interesse an dem Angebot bekundete, erhielt er erst einmal eine Absage von Alice Jacobi. Sie suchte nach einer jüdischen Lehrkraft (Neumann war Protestant), der jüdischen Religionsunterricht erteilen könne. Sie bat Neumann aber, ihr bei der Suche nach einer geeigneten Person zu helfen, was Neumann zusagte. Er wollte dafür Hilde Marchwitza gewinnen, wurde aber ausgerechnet zu dem Zeitpunkt bei ihr vorstellig, als die Gestapo deren Wohnung durchsuchte. Was Neumann nämlich nicht wusste: Hilde Marchwitza gehörte einer Widerstandsgruppe um Hans Westermann an und hatte ihre Wohnung als Treffpunkt zur Verfügung gestellt. Das war aufgeflogen, und bei der Razzia am 5. März 1935 wurde auch der zufällig vorbeikommende Neumann verhaftet. Nach einigen Tagen, in denen er auch im KZ Fuhlsbüttel gefangen gehalten worden war, kam er am frühen Nachmittag des 9. März wieder frei.
Inzwischen hatte sich die Hoffnung auf eine Stelle an Alice Jacobis Schule erledigt. „Es gab Vorurteile aus einer anderen Richtung, die jüdischen Eltern, die geplant hatten, ihre Kinder Frau Jacobi anzuvertrauen, waren schockiert von der Ankündigung, dass sie einen nichtjüdischen Lehrer engagieren würde. Sie widerriefen die Anträge für ihre Nachkommen.“ Neumann unterbreitete Jacobi daraufhin einen Alternativvorschlag. Statt als Lehrer würde er als Begleiter einer Gruppe jüdischer Kinder die Sommerferien bei ihr verbringen. Er betrachtete dies auch als eine Art Werbetour für die Schule, die er auf diese Weise bekannter machen wollte. Zur Realisierung dieses Plans arbeitete er mit einem Freund Jacobis aus Berlin und deren Cousine zusammen, und schließlich reiste er mit 12 Kindern, darunter seine Tochter Lisel, nach Gardone Riviera. Lisel war, wie ihr Vater ironisch anmerkte, „die einzige Arierin unter all diesen Semiten“.
Dieser Sommer am Gardasee war nicht nur als Reise ein Erfolg, sondern verhalf Neumann zu vielen Kontakten zu Hamburger jüdischen Familien. Er wurde akzeptiert, und man beschloss, dass er ihre Kinder nun privat unterrichten solle. Einer Gruppe von acht Kindern erteilte er fortan in mehreren Fächern Unterricht nach dem gymnasialen Lehrplan, und einen Zusatzverdienst verschaffte er sich noch durch gelegentliche Mitarbeit in dem Steuerbüro, in dem er zuvor gearbeitet hatte.
Über die Eltern eines Jungen, der die Sommerreise an den Gardasee mitgemacht hatte, kam im Frühjahr 1936 ein Kontakt zum Landschulheim Florenz zustande. Trotz einer schlechten Bezahlung akzeptierte Neumann das Angebot zur Mitarbeit dort und begab sich im Juni 1936 nach Florenz. Weil er mit dem aus seiner Sicht schlechten Schulklima Probleme hatte und immer wieder in Konflikt mit den beiden Schulleitern geriet, blieb er nur den Sommer über am Landschulheim und kündigte danach. Er reiste nach Pisa, um Paul Oskar Kristeller zu besuchen, den er am Landschulheim kennengelernt hatte. Von hier aus nahm er abermals Kontakt zu Alice Jacobi auf. „Eine Cousine von ihr, Tante Käthe aus Köln, eine wunderbare, warmherzige, intelligente und energische Dame, hatte sich mit ihr zusammengetan und das kleine Internat florierte nun. Frau Jacobi war froh, mich als erfahrenen Lehrer zu gewinnen, und ich ging an den schönen Ort am Gardasee.“
Die Identität der zuvor erwähnten „Tante Käthe aus Köln“ bleibt bei Neumann ebenso ungeklärt wie die des weiter oben schon erwähnten Freunds von Alice Jacobi aus Berlin oder die von deren Cousine, und Neumann berichtet leider auch nichts weiter über den Alltag in der Schule und über seine Arbeit dort. Er blieb bis zum August 1937 und reiste dann in die USA, weil in der Zwischenzeit ein Bekannter von ihm ein Stipendium für ihn an einem amerikanischen College organisieren konnte.

### Susanne Levinger
Ein vager Hinweis auf die Schule von Alice Jacobi findet sich auch im Zusammenhang mit der Lebensgeschichte von Susanne (Susi) Levinger (Lewinger). Sie wurde am 21. September 1914 als Tochter des Rechtsanwalts Otto Levinger und seiner Frau Martha (geborene Frank, * 6. Juli 1888 – † 1953 in Israel) geboren. Das Ehepaar hatte sich schon vor Susannas Geburt vom Judentum abgewandt und bewohnte eine in den Jahren 1913 bis 1914 an der Rodenkirchener Uferstraße 28 nach einem Entwurf des Kölner Architekten Paul Pott errichtete Villa. Otto Levinger fiel 1917 im Ersten Weltkrieg.
Zur Familie gehörten noch Susannes Geschwister Dora (* 4. Mai 1910 in Köln) und Adolf (* 17. Mai 1911 in Köln) in Köln. Allen gelang, ebenso wie ihrer Mutter, nach der Machtergreifung Hitlers die Flucht aus Deutschland. Susanne verließ im April 1930 mit der Obersekundareife das Oberlyzeum und Studienanstalt i. E. der Evangelischen Gemeinde Köln"und begann eine Ausbildung an der von Vera Skoronel und Berthe Trümpy (1895–1983) geleiteten Schule für modernen Tanz in Berlin und besuchte danach noch bis Dezember eine Schule für Orthopädie und Heilgymnastik in Köln. Sie begann eine Tätigkeit als Gymnastiklehrerin, ging dann aber vom Sommer 1935 bis zum Sommer 1936 zu einer weiteren Ausbildung nach England an die von Kurt Jooss und Sigurd Leeder betriebene Tanzschule an der Dartington Hall School. Danach gab sie bis Ende März 1937 in Köln Kindern der Israelitischen Waisenanstalt, dem nach seinem Gründer Abraham Frank benannten Abraham-Frank Haus, Tanz- und Sportunterricht.
Anfang 1937, wann genau, lässt sich nicht sagen, denn es gibt ein Zeugnis von der Israelitischen Waisenanstalt vom 5. April 1935 und ein weiteres Zeugnis über den Besuch einer Tanzschule in Florenz vom 20. April 1937, ging Susanne Levinger nach Italien, um sich dort eine neue Existenz aufzubauen. Wie der Kontakt zustande kam sagt sie nicht, doch sie erhielt „im Frühjahr 1937 eine Anstellung als Gymnastiklehrerin am 'Landschulheim am Gardasee, Villa Maddalena', Gardone Riviera, die aber weder Zukunftsaussichten noch meinen Fähigkeiten entsprechende Arbeitsmöglichkeiten bot“. In einem anderen Dokument gibt sie an, dass sie bis September 1938 an der Schule geblieben sei. Das war der Zeitpunkt, zu dem (siehe oben) die Schließung der Schule aufgrund der italienischen Rassengesetzgebung ohnehin bevorstand. Darüber, ob sie noch den Tod von Alice Jacobi mitbekommen hat, sagt sie nichts.
Vom September 1938 bis zum Juli 1939 kehrte Susanne Levinger noch einmal an die Schule von Jooss-Leeder nach England zurück, reiste dann aber wieder nach Italien. Im Lebenslauf schrieb sie, es sei für einen Urlaubsaufenthalt gewesen, während dem sie vom Ausbruch des Krieges überrascht worden sei. Danach blieb Susanne Lewinger bis zu ihrer Verhaftung in Gardone als Lehrerin des Enkels des Malers Angelo Landi (1879–1944) aus Salò.

„Unmittelbar nach Ausbruch des Krieges in Italien wurde ich verhaftet verbrachte I Monat im Gefängnis in Brescia und wurde dann im Konzentrationslager in Lanciano (Chieti) interniert, und am II.2.1942 in das Konzentrationslager Pollenza (Macerata) überführt. In der zweiten Septemberwoche des Jahres 1943 gelang es mir aus diesem Lager zu entfliehen und zu den Alliierten zu gelangen. Soweit es meine angegriffene Gesundheit zuließ, arbeitete ich als Dolmetscherin in der All. Militärverwaltung. Im April 1944 heiratete ich den Dr. Giovanni Javicoli in dessen Heimatort San Vieto Chietino ich seither lebe.“

Susanne Levinger, die ihren späteren Ehemann auf der Flucht kennengelernt hatte, war Gründungsmitglied von Amnesty International in Lanciano. Sie starb am 6. August 2001 in San Vito Marina.
Während ihrer Zeit im Abraham-Frank Haus (AFH) in Köln hatte Susanne Levinger die 1923 geborene Amalie Banner, genannt Malchen, kennengelernt, der 1934 wegen Knochenkrebs das rechte Bein amputiert werden musste.

„Malchen fand Mitleid von allen Seiten, jeder wollte ihr helfen. Ihre Tanzlehrerin Susanne Levinger holte sie für einige Monate nach Rodenkirchen zu sich ins Haus und bemühte sich um das vom Schicksal so getroffene Kind. Susanne Levinger hatte mit zwei Jahren ihren Vater verloren, der im 1. Weltkrieg fiel, und wußte, wie es einem Menschen zumute ist, der so viel Leid erfährt. Es gelang Susanne, Malchen den Lebensmut zu stärken und sie auf ihre zeichnerlsche Begabung aufmerksam zu machen. Wenn sie nun nicht mehr tanzen könnte, würde sie doch ihre Hande noch ungehindert gebrauchen können. So kam Malchen nach einigen Monaten wieder ins AFH zurück.“

Vier Jahre später wurde Amalie Banner im Rahmen der Polenaktion nach Polen abgeschoben und nach dem Ausbruch des Zweiten Weltkriegs im Warschauer Ghetto interniert. Trotz der dort herrschenden Zustände gelang es Amalie Banner, schriftliche Kontakte nach draußen herzustellen, unter anderem zwischen Juli und November 1941 auch zu Susanne Levinger. Dieser wiederum gelang es, aus ihrer Lagerhaft heraus Amalie Banner einige Suppenwürfel zu senden, worauf diese sich mit einer kleinen Zeichnung bedankte.

„Ein Bild gelangt schließlich doch nach Italien. Sie hat darauf ihre ehemalige Tanzlehrerin und Freundin Susanne Levinger gemalt. Ein Brief vom 28. November 1941 an Susanne Levinger in Italien ist das letzte Lebenszeichen von Malchen und ihrer Familie.“